# بول باركر
بول باركر (بالإنجليزية: Paul Parker)‏ (مواليد 4 أبريل 1964) هو لاعب كرة قدم. يلعب مع منتخب إنجلترا لكرة القدم. سبق له أن لعب في كأس العالم لكرة القدم مع منتخب بلاده.

## مسيرته الكروية
لعب بول باركر خلال مسيرته الاحترافية مع 6 أندية في عشرون موسمًا وسجل خلالها 4 أهداف ضمن 404 مباراة. حيث فاز في ثلاثة مواسم بالكأس وفي ثلاثة مواسم بالدوري.
خاض بول باركر مسيرته مع نادي فولهام في موسم 1980–81 ليلعب معه ثمانية مواسم، مشاركًا في 156 مباراة سجل خلالها هدفين. ثم انتقل إلى نادي كوينز بارك رينجرز في موسم 1987–88 ليلعب معه أربعة مواسم، حيث شارك في 125 مباراة سجل خلالها هدفًا واحدًا. لينتقل بعدها إلى نادي مانشستر يونايتد في موسم 1991–92 ليلعب معه خمسة مواسم، مشاركًا في 105 مباراة سجل خلالها هدفًا واحدًا أيضًا. ثم انتقل إلى نادي تشيلسي في موسم 1996–97 لمدة موسم واحد، مشاركًا في 4 مباريات ولم يسجل أي هدف.

## روابط خارجية
- بول باركر على موقع قاعدة بيانات كرة القدم.إي يو (الإنجليزية)
- بول باركر على موقع ناشيونال فوتبول تيمز (الإنجليزية)
- بول باركر على موقع Soccerbase.com (لاعب) (الإنجليزية)
- بول باركر على موقع عالم كرة القدم.نت (الإنجليزية)